# Neagolius pollicatus
Neagolius pollicatus är en skalbaggsart som beskrevs av Wilhelm Ferdinand Erichson 1848. Neagolius pollicatus ingår i släktet Neagolius och familjen Aphodiidae. Inga underarter finns listade i Catalogue of Life.